# El Dovio
El Dovio – miasto w Kolumbii, w departamencie Valle del Cauca.